# Macrosiphum lilii
Macrosiphum lilii är en insektsart. Macrosiphum lilii ingår i släktet Macrosiphum och familjen långrörsbladlöss. Inga underarter finns listade i Catalogue of Life.